# Sebastian Otoa
Sebastian Otoa (født 13. maj 2004) er en dansk professionel fodboldspiller, der spiller som midterforsvarer for den italienske Serie A-klub Genoa.

## Klubkarriere

### AaB
Otoa kom til AaB i sommeren 2021 efter at have afvist et kontrakttilbud i FC Roskilde, hvor han spillede U19, inden han kom til AaB. Inden da havde han været tre år på FC Københavns akademi.
Efter flere salg i AaB-truppen blev Otoa indkaldt til sin første danske Superliga-kamp den 11. september 2022 mod Lyngby Boldklub. Den 12. juli 2023 underskrev Otoa en ny langsigtet aftale med AaB indtil juni 2027.

### Genova
Den 16. januar 2025 skrev Otoa under med den italienske Serie A-klub Genoa.

## Eksterne links
- Sebastian Otoa profil på Soccerway

- Sebastian Otoa i DBU's Landsholdsdatabase